# Vannes Volley-Ball (féminines)
Cet article traite de la section féminine de volley-ball. Pour l'article sur la section masculine de volley-ball, voir Vannes Volley-Ball (masculins).
Maillots
Le Vannes Volley-Ball, est un club français de volley fondé en 1964 à Vannes (Morbihan). L'appellation actuelle est née en juillet 2006 du fait de la fusion entre les deux anciens clubs locaux, le Véloce Vannetais VB et l'UCK-Nef Volley-Ball. 
Lors de la saison 2007-2008 à la suite de difficultés financières, après avoir arraché le maintien lors des playdowns, le Vannes VB a dissous sa section ProM. En revanche l'équipe féminine a gravi quatre échelons en six ans et évolue pour la saison 2014-2015 en Ligue A. Après une saison au plus haut niveau le club dépose le bilan.

## Historique
- UCK-Nef Volley-Ball
  - 1992 : Naissance de l'UCK-Nef Volley-Ball à la suite de la fusion entre l'UCK Vannes (Union Clisson Korrigans fondé en 1906) et le NEF Vannes (Nouvelle Équipe Féminine créé en 1946).
- Véloce Vannetais
  - 1964 : Création de la section volley-ball de l'US Véloce Vannes.
  - 1994 : Le VVUS devient le Véloce Vannetais Volley-Ball.
- Vannes Volley-Ball
  - 2006 : Fusion entre le Véloce Vannetais Volley-Ball et l'UCK-Nef Volley-Ball, naissance du Vannes Volley-Ball.
  - 2008 : Pour des raisons financière, le club décide de retirer son équipe masculine de Pro B et de développer à la place l'équipe féminine.
  - 2009 : Accession en Nationale 2 de l'équipe féminine.
  - 2010 : Accession en Nationale 1 féminine.
  - 2011 : Accession en Division Excellence Féminine.
  - 2014 : Champion de France d'Élite Féminine et accession en Ligue A.
  - 2015 : Dépôt de bilan et retour au niveau régional.

## Palmarès
- Championnat de France d'Élite
  - Vainqueur : 2014
- Coupe de France amateur :
  - Finaliste en 2013, 2014.

## Bilan par saison
| Saison                                               | Division                                             | Saison régulière                                     | Phase finale                                         | Coupe de France                                      |                                                      |                                                      |                                                      |
| Fusion entre le Véloce Vannetais et l'UCK-Nef Vannes | Fusion entre le Véloce Vannetais et l'UCK-Nef Vannes | Fusion entre le Véloce Vannetais et l'UCK-Nef Vannes | Fusion entre le Véloce Vannetais et l'UCK-Nef Vannes | Fusion entre le Véloce Vannetais et l'UCK-Nef Vannes | Fusion entre le Véloce Vannetais et l'UCK-Nef Vannes | Fusion entre le Véloce Vannetais et l'UCK-Nef Vannes | Fusion entre le Véloce Vannetais et l'UCK-Nef Vannes |
| ---------------------------------------------------- | ---------------------------------------------------- | ---------------------------------------------------- | ---------------------------------------------------- | ---------------------------------------------------- | ---------------------------------------------------- | ---------------------------------------------------- | ---------------------------------------------------- |
| 2006-2007                                            | 5 Régionale 1                                        | 1re/11 - Bretagne                                    | -                                                    | -                                                    |                                                      |                                                      |                                                      |
| 2007-2008                                            | 4 Nationale 3                                        | 9e/12 - Poule G                                      | -                                                    | -                                                    |                                                      |                                                      |                                                      |
| 2008-2009                                            | 4 Nationale 3                                        | 1re/12 - Poule F                                     | Demi-finale                                          | -                                                    |                                                      |                                                      |                                                      |
| 2009-2010                                            | 3 Nationale 2                                        | 2e/12 - Poule A                                      | -                                                    | -                                                    |                                                      |                                                      |                                                      |
| 2010-2011                                            | 3 Nationale 1                                        | 2e/12                                                | -                                                    | -                                                    |                                                      |                                                      |                                                      |
| 2011-2012                                            | 2 DEF                                                | 6e/12                                                | -                                                    | -                                                    |                                                      |                                                      |                                                      |
| 2012-2013                                            | 2 DEF                                                | 4e/12                                                | -                                                    | amateur: Finale                                      |                                                      |                                                      |                                                      |
| 2013-2014                                            | 2 Elite Féminine                                     | 1re/6 - Poule D                                      | 1re/8 - Playoffs                                     | pro: 8e de finale                                    |                                                      |                                                      |                                                      |
| 2013-2014                                            | 2 Elite Féminine                                     | 1re/6 - Poule D                                      | 1re/8 - Playoffs                                     | amateur: Finale                                      |                                                      |                                                      |                                                      |
| 2014-2015                                            | 1 Ligue A                                            | 11e/12                                               | -                                                    | pro: Quarts de finale                                |                                                      |                                                      |                                                      |
| Dépôt de bilan                                       |                                                      |                                                      |                                                      |                                                      |                                                      |                                                      |                                                      |
| 2015-2016                                            | 6 Régionale                                          | 1re/6 - Poule C                                      | 1re/6 - Play-Offs F                                  | -                                                    |                                                      |                                                      |                                                      |
| 2016-2017                                            | 5 Pré-nationale                                      | 2e/12                                                | -                                                    | -                                                    |                                                      |                                                      |                                                      |
| 2017-2018                                            | 4 Nationale 3                                        | 8e/10 - Poule G                                      | -                                                    | -                                                    |                                                      |                                                      |                                                      |
| 2018-2019                                            | 4 Nationale 3                                        | 9e/11 - Poule F                                      | Vainqueur du barrage de maintien                     | -                                                    |                                                      |                                                      |                                                      |
| 2019-2020                                            | 4 Nationale 3                                        | 10e/11 - Poule G,                                    | -                                                    | -                                                    |                                                      |                                                      |                                                      |
| 2020-2021                                            | 5 Pré-nationale                                      | Saison annulée                                       | -                                                    | -                                                    |                                                      |                                                      |                                                      |
| 2021-2022                                            | 5 Pré-nationale                                      | 1re/6 - Poule A                                      | 1re/6 - Play-Offs                                    | -                                                    |                                                      |                                                      |                                                      |
| 2022-2023                                            | 4 Nationale 3                                        | 10e/12 - Poule C                                     | -                                                    | -                                                    |                                                      |                                                      |                                                      |

Légende : 1,2,3,4,5 et 6 : échelon de la compétition.

## Effectifs

### Entraîneurs
- 2007-2008 :  Michel Genson

### Saison 2014-2015
| No                                            | Nom                                           | Date de naissance                             | Taille | Poids | Poste                          | Au club depuis                 |
| --------------------------------------------- | --------------------------------------------- | --------------------------------------------- | ------ | ----- | ------------------------------ | ------------------------------ |
| 1                                             | Korrin Wild                                   | 22 juillet 1992                               | 180    |       | Réceptionneuse-attaquante      | 2014                           |
| 4                                             | Jenna Orlandini                               | 23 mai 1991                                   | 171    |       | Libero                         | 2014                           |
| 5                                             | Bianca Rowland                                | 5 septembre 1990                              | 183    |       | Centrale                       | 2014                           |
| 6                                             | Alessandra Guerra Franco                      | 5 avril 1981                                  | 184    | 70    | Réceptionneuse-attaquante      | 2014                           |
| 10                                            | Dragana Bartula                               | 26 avril 1988                                 | 184    | 71    | Réceptionneuse-attaquante      | 2014                           |
| 12                                            | Mirna Basic                                   | 5 décembre 1993                               | 182    |       | Passeuse                       | 2014                           |
| 15                                            | Magda Králíková                               | 25 janvier 1980                               | 190    | 82    | Centrale                       | 2014                           |
| 16                                            | Kathleen Slay                                 | 4 novembre 1991                               | 198    |       | Centrale                       | 2014                           |
| 17                                            | Alexandra Dascalu                             | 17 avril 1991                                 | 183    |       | Attaquante                     | 2013                           |
| 18                                            | Laurianne Delabarre                           | 24 avril 1987                                 | 176    | 66    | Passeuse                       | 2014                           |
|                                               |                                               |                                               |        |       |                                |                                |
| Encadrement technique                         | Encadrement technique                         |                                               |        |       | Légende                        | Légende                        |

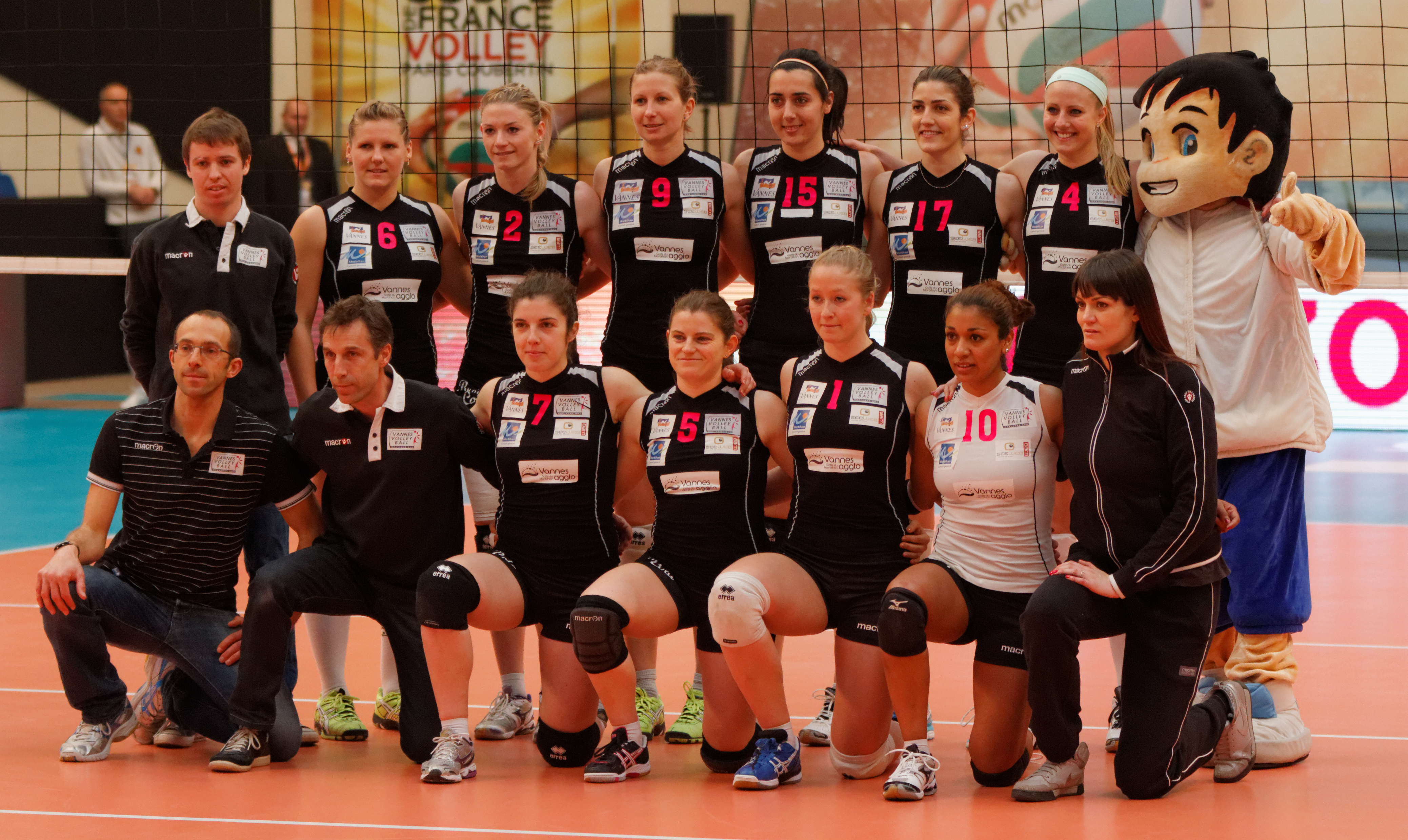
Le Vannes VB finaliste de la coupe de France fédérale 2013

| Entraîneur : Thibaut Gosselin                 | Entraîneur : Thibaut Gosselin                 | Entraîneur : Thibaut Gosselin                 |        |       | : Capitaine                    | : Capitaine                    |
| Entraîneur(s) adjoint(s) : Lauriane Truchetet | Entraîneur(s) adjoint(s) : Lauriane Truchetet | Entraîneur(s) adjoint(s) : Lauriane Truchetet |        |       | : Joueuse blessée actuellement | : Joueuse blessée actuellement |
| Manager général : Michel Genson               |                                               |                                               |        |       |                                |                                |